# Cales
Cales era la più importante città dell'antico popolo italico degli Ausoni.
Si trovava sulla via Latina (l'attuale via Casilina), vicino alle montagne del Sannio, pochi chilometri a nord di Casilinum (l'attuale Capua) e poco a sud di Teanum Sidicinum (l'odierna Teano), a non molta distanza dalla moderna Calvi Risorta nel cui comune si trova il sito archeologico. Sono state proposte diverse versioni dell'etimologia del nome Cales, la più accreditata la fa derivare dal Greco antico Καλεω e si tradurrebbe come Bella.

## Storia
Le origini di Cales sono sicuramente antichissime.
Secondo lo studioso latino Sesto Pompeo Festo Ausonia, denominata da Ausone, figlio di Ulisse e Calipso, è la prima parte dell’Italia in cui vi sono le città di Benevento e Cales.
“Ausoniam appellavit Auson, Ulixis et Calypsus filius, eam primum partem Italiae in qua sunt urbes Beneventum et Cales ”  (omissis)  “deinde paulatim tota quoque Italia, quae Appennino finitur, dicta est Ausonia ab eodem duce, a quo conditam Auruncam urbem etiam ferunt.”
Secondo Virgilio, l’antichità di Cales trascendeva l’epoca troiana perché i suoi abitanti accorsero in difesa di Turno contro Enea.
“Di qui l´agamennonio Aleso, nemico del nome troiano, unisce al cocchio i cavalli e strappa per Turno mille popoli fieri, quelli che voltano coi rastrelli Il Massico, ricco di Bacco, quelli che i padri Aurunci mandarono dagli alti colli e le pianure Sidicine vicino, quelli che lasciano Cales e l’abitante del guadoso Volturno, ugualmente l’aspro Saticolo e le schiere degli Osci.”
“Hinc Agamemnonius, Troiani nominis hostis, curru iungit Halaesus equos Turnoque ferocis mille rapit populos, vertunt felicia Baccho Massica qui rastris, et quos de collibus altis Aurunci misere patres Sidicinaque iuxta aequora, quique Cales linquunt amnisque vadosi accola Volturni, pariterque Saticulus asper Oscorumque manus.”
Nell'ambito della penetrazione in Campania, nel 335 a.C. i Romani conquistarono la città sotto la guida del console Marco Valerio Corvo.
L'anno successivo venne dedotta una colonia di diritto latino, la prima colonia romana nella zona. In seguito furono dedotte le colonie di Suessa (l'odierna Sessa Aurunca), Acerra ed altre.
La città era economicamente fiorente, giacché, come afferma Livio "praeda capta ingens est".
Importante e famoso era il vino caleno. Altrettanto famose erano le ceramiche calene, stampate in rilievo e decorate in modo da sembrare stoviglie di bronzo.  Cales mantenne la sua importanza anche sotto la dominazione Romana, dove divenne sede di una importante scuola di gladiatori e fu dotata di un anfiteatro, di terme, teatro e subì una importante revisione dell'impianto urbano.  Il sito archeologico attualmente si trova nel comune di Calvi Risorta, mentre molti dei reperti archeologici più importanti sono conservati nelle sale del Museo Campano della vicina Capua. 

## Famiglie legate a Cales
- Atili
- Fufii
- Paconii
- Vinici